# Дрез, Жак
Жак Дрез (фр. Jacques Drèze; 5 августа 1929, Вервье, Валлония — 25 сентября 2022) — бельгийский экономист.

## Биография
Доктор философии (1955) Колумбийского университета. Преподавал в Свободном университете (Брюссель; 1970—1971); Корнеллском университете (1971—1977); Лувенском католическом университете (с 1982). Президент Эконометрического общества (1970), Европейской экономической ассоциации (1985—1986) и Международной экономической ассоциации (1996—1999).
Иностранный член Нидерландской королевской академии наук (1980), членкор Британской академии (1990).
Почётный доктор Еврейского университета в Иерусалиме (2015).
Умер 25 сентября 2022 года.

## Основные произведения
- «Управление трудом, контракты и рынки капитала: общее рыночное равновесие» (Labour Management, Contracts and Capital Markets : A General Equilibrium Markets, 1989);
- «Равновесие при неполной занятости: эссе по теории, эконометрике и политике» (Underemployment Equilibria: Essays in Theory, Econometrics and Policy, 1993).